# 값매김환
추상대수학에서 값매김환(-環, 영어: valuation ring) 또는 부치환(賦値環)은 정수의 환의 국소화 {\displaystyle \mathbb {Z} _{(p)}}와 유사한 성질을 가지는 정역이다.

## 정의
정역 {\displaystyle D} 위의 값매김(영어: valuation) {\displaystyle (\Gamma ,\leq ,\nu )}은 다음과 같은 순서쌍이다.
- 아벨 군 {\displaystyle \Gamma }. 이를 값군(값群, 영어: value group)이라고 한다.
- {\displaystyle \Gamma } 위의 전순서 {\displaystyle \leq \subseteq \Gamma ^{2}}
- 군 준동형 {\displaystyle \nu \colon (\operatorname {Frac} D)^{\times }\to \Gamma }

이는 다음 조건을 만족시켜야 한다.
- (전순서의 병진 불변성) 임의의 {\displaystyle g,h,k\in \Gamma }에 대하여, {\displaystyle g\leq h}라면 {\displaystyle g+k\leq h+k}이다.
- {\displaystyle D=\{x\in (\operatorname {Frac} D)^{\times }\colon 0\leq \nu (x)\}\cup \{0\}}

{\displaystyle D}가 정역이고, 그 분수체가 {\displaystyle \operatorname {Frac} D}이라고 하자. 그렇다면 다음 조건들이 서로 동치이며, 이를 만족시키는 정역을 값매김환이라고 한다.
- 임의의 {\displaystyle x\in \operatorname {Frac} D}에 대하여, {\displaystyle x=0}이거나 {\displaystyle x\in D}이거나 {\displaystyle x^{-1}\in D}이다.
- 베주 정역이자 국소환이다.
- {\displaystyle D}의 아이디얼들은 포함 관계에 대하여 전순서 집합을 이룬다.
- {\displaystyle D}의 주 아이디얼들은 포함 관계에 대하여 전순서 집합을 이룬다.
- 임의의 {\displaystyle a,b\in D}에 대하여, {\displaystyle a\mid b}이거나 {\displaystyle b\mid a}이다.
- 적어도 하나 이상의 값매김을 갖는다.

임의의 값매김환 {\displaystyle D}에 대하여, 다음과 같은 표준적인 값매김을 정의할 수 있다.
{\displaystyle \Gamma =(\operatorname {Frac} D)^{\times }/D^{\times }}
{\displaystyle \nu \colon (\operatorname {Frac} D)^{\times }\to G}
{\displaystyle \nu \colon x\mapsto [x]=x+D^{\times }}
{\displaystyle [x]\leq [y]\iff xy^{-1}\in D}
즉, 값군 {\displaystyle G}는 분수체 가역원군의, 정역 가역원군에 대한 몫환이며, 값매김 {\displaystyle \nu }는 몫환의 자연스러운 사영 준동형이며, 값군에서 양의 원소들은 {\displaystyle (D\setminus \{0\})/D^{\times }}이다.
또한, 통상적으로 {\displaystyle \nu (0)=\infty }이며, {\displaystyle \nu (0)>\nu (a)\forall a\neq 0}이라고 하자. 그렇다면 값매김 {\displaystyle \nu }는 다음과 같은 성질을 만족한다.
- {\displaystyle \nu (ab)=\nu (a)+\nu (b)}
- {\displaystyle \nu (a+b)\geq \min\{\nu (a),\nu (b)\}}
- {\displaystyle \nu (a)=\infty }일 필요충분조건은 {\displaystyle a=0}

이 가운데, 두 번째는 삼각 부등식 {\displaystyle -|a+b|\geq -|a|-|b|}를 강화한 것이다.

## 성질
모든 값매김환은 국소환이며, 베주 정역이다.
값매김환에 대하여, 다음 세 조건이 서로 동치이다.
- 뇌터 환이다.
- 주 아이디얼 정역이다.
- 체이거나 아니면 이산 값매김환이다.

### 값매김환의 아이디얼
값매김 {\displaystyle (\Gamma ,\nu )}를 갖춘 값매김환 {\displaystyle D}의 아이디얼은 다음과 같이 나타낼 수 있다.
값군 {\displaystyle \Gamma }의 선분(영어: segment)은 다음 조건을 만족시키는 부분 집합 {\displaystyle \Delta \subseteq \Gamma }이다.
- 임의의 {\displaystyle \delta \in \Delta }에 대하여, {\displaystyle [-\delta ,\delta ]\subseteq \Delta }이다. 여기서 {\displaystyle [,]}는 전순서에 대한 닫힌구간이다.

값군 {\displaystyle \Gamma }의 고립 부분군(영어: isolated subgroup)은 선분이자 부분군인 진부분 집합이다.
{\displaystyle D}의 진 아이디얼 {\displaystyle {\mathfrak {a}}\subsetneq D}에 대하여, 다음과 같은 함수를 생각하자.
{\displaystyle {\mathfrak {a}}\mapsto \Gamma \setminus \bigcup _{a\in {\mathfrak {a}}\setminus \{0\}}\{\nu (a),-\nu (a)\}}
그렇다면, 이 함수는 다음과 같은 성질을 가진다.
- 이 함수는 {\displaystyle D}의 진 아이디얼들과, {\displaystyle \Gamma }의 선분들 사이의 일대일 대응을 정의한다.
- 이 함수는 {\displaystyle D}의 영 아이디얼이 아닌 소 아이디얼들과, {\displaystyle \Gamma }의 고립 부분군들 사이의 일대일 대응을 정의한다.

## 예

### 유리형 함수
원점에서 극점을 갖지 않는, 복소평면 위의 유리형 함수들의 환은 값매김환이며, 그 분수체는 모든 복소 평면 위의 유리형  함수들의 체다. 이 경우, 값매김은 원점에서의 영점의 계수 (또는 극점의 계수 × −1)이다.

### 정수환의 국소화
{\displaystyle p}가 임의의 소수라고 하자. 그렇다면 국소화 {\displaystyle \mathbb {Z} _{(p)}}는 이산 값매김환이며, 그 분수체는 유리수체 {\displaystyle \mathbb {Q} }, 값매김군은 {\displaystyle \mathbb {Z} \cong \{p^{n}\colon n\in \mathbb {Z} \}}이다. 이 경우, 그 값매김은 {\displaystyle \nu (p^{n}(a/b))=n} ({\displaystyle a,b}는 {\displaystyle p}와 서로소)가 된다. 이를 p진 값매김(영어: p-adic valuation)이라고 하며, 이는 대수적 수론에서 오스트롭스키 정리에 따라 유리수체의 유한 자리들을 구성한다.

### p진 정수환
p진 정수 {\displaystyle \mathbb {Z} _{p}}들의 가환환은 이산 값매김환이며, 그 분수체는 p진수체 {\displaystyle \mathbb {Q} _{p}}다.

### 체
모든 체는 값매김환이다. 체 {\displaystyle K}의 경우 값매김군은 자명군이다. 자명군의 선분은 {\displaystyle [0,0]=\{0\}}밖에 없으며, 이는 체의 영 아이디얼에 대응한다. 자명군은 고립 부분군을 갖지 않는데, 이는 체의 소 아이디얼이 영 아이디얼밖에 없음과 대응한다.

### 형식적 멱급수환
임의의 체 {\displaystyle K}에 대하여, 1변수 형식적 멱급수환 {\displaystyle K[[x]]}은 값매김환이다. 그 분수체는 형식적 로랑 급수의 체 {\displaystyle K((x))}이며, 그 위의 값매김은 다음과 같다.
{\displaystyle \nu \left(\sum _{i\in \mathbb {Z} }p_{i}x^{i}\right)=\min\{i\in \mathbb {Z} \colon p_{i}\neq 0\}}
(형식적 로랑 급수의 정의에 따라 우변은 유한하다.)